# Morgan ap Pasgen
Morgen ap Pasgen (520? – 550?) va ser un rei de Powys que visqué al segle vi, fill de Pasgen ap Cyngen. El seu regnat correspon al període de la història gal·lesa coneguda pels anys foscos, i molt poca informació ha arribat al present. Mort possiblement sense fills, el succeí en el tron el seu oncle Brochwel Ysgithrog.